# Erinpura
Die Erinpura war ein 1911 in Dienst gestelltes Passagierschiff der britischen Reederei British India Steam Navigation Company, das für den für die Reederei typischen Passagier- und Postverkehr zwischen Großbritannien und Britisch-Indien eingesetzt wurde. Am 1. Mai 1943 wurde die im Zweiten Weltkrieg als Truppentransporter eingesetzte Erinpura vor der libyschen Küste bei einem schweren deutschen Luftangriff versenkt. 942 Menschen kamen ums Leben, darunter 633 Basotho-Soldaten.

## Das Schiff
Das 5.128 BRT große Dampfschiff Erinpura wurde auf der Werft William Denny and Brothers im schottischen Dumbarton gebaut und lief am 9. Oktober 1911 vom Stapel. Das 125,27 Meter lange und 16,03 Meter breite Schiff war eins von sieben Schwesterschiffen, die bei vier verschiedenen Werften entstanden und für den Passagier- und Postverkehr der British India Steam Navigation Company vom Golf von Bengalen nach Singapur gebaut wurden. Diese Schiffsserie erwies sich als erfolgreichste, profitabelste und langlebigste in der Geschichte von Britisch-Indien.
Das kombinierte Passagier- und Frachtschiff wurde am 6. Dezember 1911 fertiggestellt. Es konnten insgesamt 51 Passagiere in der Ersten Klasse, 39 in der Zweiten Klasse und 2359 Deckpassagiere aufgenommen werden. Die Erinpura hatte einen Schornstein, zwei Masten und zwei Propeller. Sie wurde mit zwei Dreifachexpansions-Dampfmaschinen angetrieben, die 6.657 PSi leisteten und eine Geschwindigkeit von 16,7 Knoten ermöglichten. Während des Ersten Weltkriegs diente die Erinpura als Truppentransporter. Sie brachte Truppen zunächst von Karatschi nach Marseille und später in den Irak.
Am 24. Dezember 1914 lief die Erinpura in einem Fluss auf Grund, als sie aus dem Persischen Golf kommend die Stadt Abadan erreichen wollte. Sie trug Schäden davon, konnte aber aus eigener Kraft nach Bombay zurückkehren. Im August 1915 wurde die Erinpura in ein Hospitalschiff mit 475 Betten und einem 104-köpfigen Sanitätspersonal umgerüstet. Sie unterstützte in dieser Funktion die Indian Expeditionary Force auf der Route von Basra nach Bombay. Ab November 1917 diente sie als Ambulanztransport.
Am 15. Juni 1919 lief sie auf der Teilstrecke von Aden nach Port Said im Roten Meer auf das Mushjera-Riff und blieb stecken. Die Passagiere wurden von dem Kreuzer HMS Topaze übernommen und nach Aden gebracht. Sämtliche Versuche, das festsitzende Schiff klarzubekommen, scheiterten. Die Erinpura blieb dort schließlich über ein Jahr lang liegen. Im September 1920 wurde das Schiff in zwei Hälften geschnitten und das Heck wurde geborgen. Es wurde nach Bombay geschleppt, wo eine neue, von William Denny and Brothers angefertigte Bugsektion angefügt wurde. Im Jahr 1923 nahm die Erinpura ihren Dienst wieder auf.

## Versenkung
Im März 1940 wurde die Erinpura für den Einsatz in der Liner Division angefordert und fortan wie schon im Ersten Weltkrieg als Truppentransporter im Mittelmeer eingesetzt. Am 1. Mai 1943 war sie das Kommandoschiff eines Geleitzugs von Alexandria nach Malta. Dieser Geleitzug bestand aus 23 ehemaligen Handelsschiffen, die von elf Kriegsschiffen eskortiert wurden. Das Kommando hatte Captain P. V. Cotter. Neben der Erinpura waren noch drei weitere ehemalige Passagierschiffe der British India Steam Navigation Company Teil des Konvois, die Rohna (8.602 BRT), die Karoa (6.631 BRT) und die Egra (5.108 BRT). An Bord des Schiffs befanden sich 179 Besatzungsmitglieder, elf DEMS-Kanoniere (Defensively Equipped Merchant Ship) und 1025 Soldaten, darunter etwa 700 aus dem Volk der Basotho.

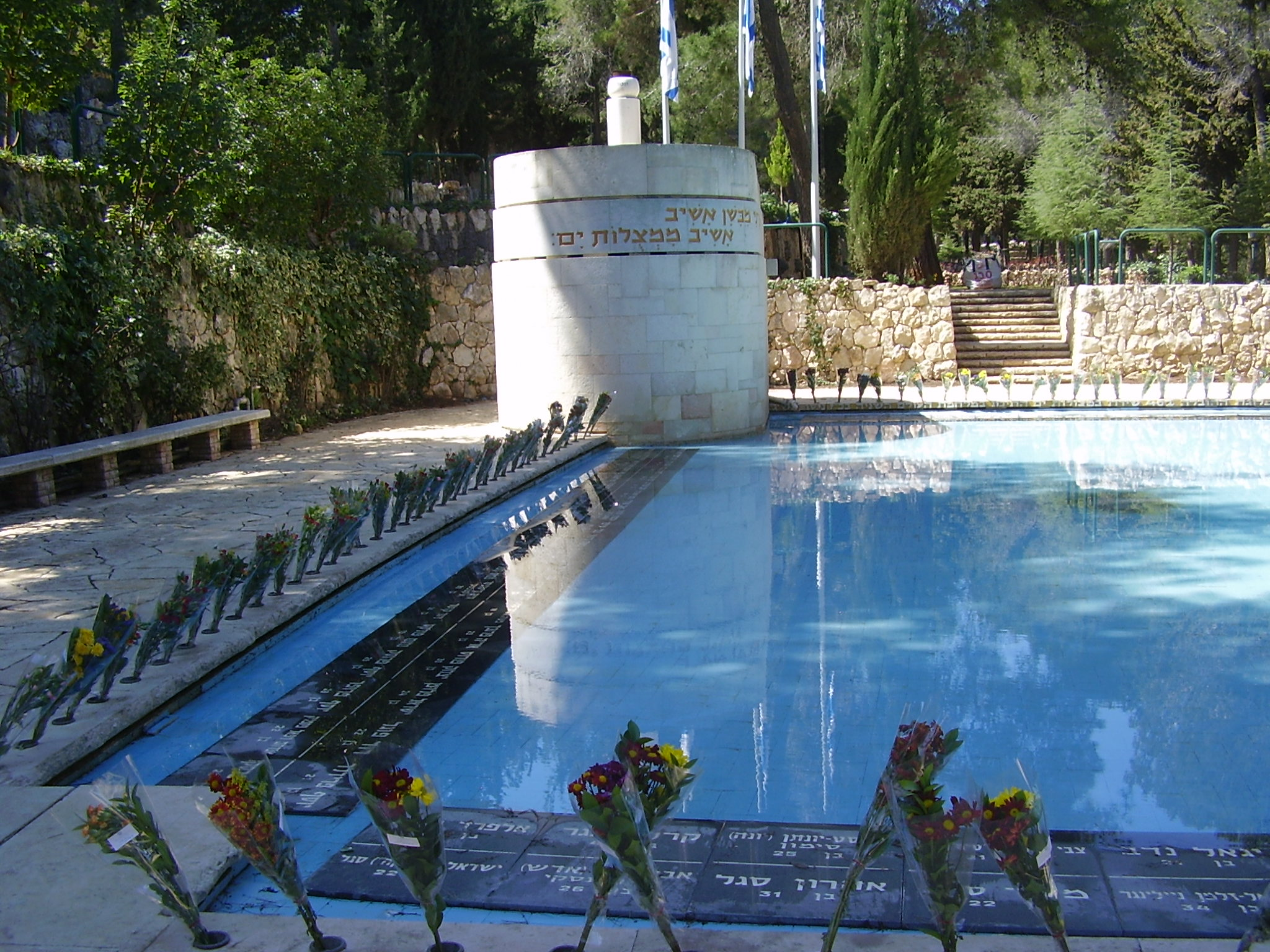
Denkmal zur Erinnerung an die Opfer des Schiffes Erinpura in Herzlberg, Jerusalem

Am Nachmittag des 1. Mai 1943 fuhr der Konvoi in sechs gestaffelten Reihen mit Westkurs an der libyschen Küste entlang. Um 18.43 Uhr gab es die erste Warnung, als ein einzelnes Flugzeug in Sicht kam, das sich dem Konvoi näherte. Es schoss, aber keines der Schiffe wurde getroffen. Das Flugzeug entfernte sich wieder. Kurz nach 19.10 Uhr erschien ein weiterer Flieger, der den Konvoi ebenfalls angriff, aber von den Geleitschiffen unter Beschuss genommen wurde und abdrehte.
Um 19.50 Uhr kam es 30 Seemeilen nördlich von Benghasi an der Küste Libyens zum Hauptangriff. Nach deutschen Angaben wurde der Konvoi von der III./KG 26 unter dem Kommando von Major Nocken und II./KG 26 unter Major Werner Klumper angegriffen. In britischen Quellen variiert die Zahl der Bomber zwischen 18 und 36, wobei die niedrigere Zahl für wahrscheinlicher gehalten wird. Die Bomber attackierten den Konvoi in einem synchronisierten Doppelangriff, um die Verteidigung zu verwirren. Die einzelnen Schiffe wichen den Bomben mit scharfen Kursänderungen aus und wehrten sich mit ihren Flugabwehrkanonen. Eine Heinkel He 111 klinkte einen Lufttorpedo aus, der den Tanker British Trust traf, der auf einem Drittel seiner Länge aufgerissen wurde und in drei Minuten sank. Die Szenerie wurde vom brennenden Ölteppich erhellt, den die British Trust zurückließ.
Gegen 20.10 Uhr nahm die Attacke an Schlagkraft zu. An Bord der Erinpura wurde die Besatzung zu ihren Stationen beordert. Den Soldaten wurde befohlen, unter Deck zu bleiben, um im Falle eines Beschusses die Zahl der Toten möglichst gering zu halten. Das Schiff wurde schließlich im Bugbereich von einer Bombe getroffen, nahm sofort eine Schlagseite nach Steuerbord an und begann über den Bug zu sinken. Auf der Kommandobrücke wurde Kapitän Cotter von einer niederkrachenden Wasserwand getroffen und verlor das Bewusstsein, er wurde von einem indischen Besatzungsmitglied auf ein Floß gebracht und überlebte. Vier bis fünf Minuten nach dem Treffer kenterte die Erinpura und ging bei schwerer See auf der Position 32° 40′ N, 19° 53′ O unter.
Der Beschuss dauert nach dem Untergang der Erinpura noch eine Weile an, aber kein weiteres Schiff wurde getroffen. Sobald sich die Jagdbomber zurückgezogen hatten, begannen die anderen Schiffe mit der Aufnahme der Schiffbrüchigen. Von den insgesamt 1.215 Männern an Bord der Erinpura wurden nur 273 gerettet. Vier Schiffsoffiziere, 110 Besatzungsmitglieder (hauptsächlich Inder), sechs Kanoniere und 822 Soldaten des African Auxiliary Pioneer Corps kamen bei der Versenkung ums Leben, darunter 633 Männer aus dem Volk der Basotho und 61 Männer aus Botswana, außerdem 140 jüdische Soldaten, an die das Denkmal auf dem Herzlberg in Jerusalem erinnert. Die Überlebenden wurden am nächsten Morgen in Bengasi an Land gebracht.